# Ben (альбом)
Ben — другий студійний альбом американського виконавця поп-музики Майкла Джексона, що вийшов у серпні 1972 року, через сім місяців після його дебюту «Got to Be There». Заголовний трек «Ben» став синглом з багатомільйонними продажами.
Альбом здобув премію «Оскар» в номінації «Саундтрек до фільму», був номінований на премію Golden Globe і Academy Award for Best Song.

## Список пісень
| #   | Назва                            | Автор                                  | Тривалість |
| --- | -------------------------------- | -------------------------------------- | ---------- |
| 1.  | «Ben (пісня)»                    | Дон Блек, Walter Scharf                | 2:44       |
| 2.  | «The Greatest Show on Earth»     | Mel Larson, Jerry Marcellino           | 2:48       |
| 3.  | «People Make the World Go Round» | Thom Bell, Linda Creed                 | 3:15       |
| 4.  | «We've Got a Good Thing Going»   | The Corporation                        | 2:59       |
| 5.  | «Everybody's Somebody's Fool»    | Ace Adams, Lionel Hampton              | 2:59       |
| 6.  | «My Girl»                        | Smokey Robinson, Ronald White          | 3:08       |
| 7.  | «What Goes Around Comes Around»  | Levinsky, Stokes, Meyers, Weatherspoon | 3:33       |
| 8.  | «In Our Small Way»               | Beatrice Verdi, Christine Yarian       | 3:39       |
| 9.  | «Shoo-Be-Doo-Be-Doo-Da-Day»      | Henry Cosby, Sylvia Moy, Stevie Wonder | 3:21       |
| 10. | «You Can Cry on My Shoulder»     | Berry Gordy                            | 2:39       |

## Чарти
| Чарт (1972—2009)                       | Найвища позиція |
| -------------------------------------- | --------------- |
| Франція French Albums (SNEP)           | 163             |
| Велика Британія UK Albums (OCC)        | 17              |
| США Billboard 200                      | 5               |
| США Top R&B/Hip-Hop Albums (Billboard) | 4               |

## Сертифікації
| Регіон                                             | Сертифікація | Продажі   |
| -------------------------------------------------- | ------------ | --------- |
| Велика Британія (BPI)                              | Срібний      | 60 000^   |
| США                                                | —            | 1,700,000 |
| ^відвантаження, що базуються лише на сертифікаціях |              |           |